# Папежі
Папежі (словен. Papeži) — поселення в общині Осилниця, регіон Південно-Східна Словенія, Словенія.